# Julien Bernard
Julien Bernard (* 17. März 1992 in Nevers) ist ein französischer Radrennfahrer. Er ist der Sohn des Dritten der Tour de France 1987 Jean-François Bernard.

## Werdegang
Bernard fuhr zum Saisonende August 2015 beim UCI WorldTeam Trek Factory Racing als Stagiaire. Er wurde Zehnter des USA Pro Challenge und Sechster der Tour of Hainan. Hierauf erhielt er einen regulären Vertrag bei dieser Mannschaft. Er bestritt mit der Vuelta a España 2016 seine erste Grand Tour und beendete die Rundfahrt als 57.

## Erfolge
2020
- eine Etappe und Bergwertung Tour du Haut-Var
- Bergwertung Tour de l’Ain

2023
- Bergwertung Tour de Romandie

## Grand-Tour-Platzierungen
| Grand Tour            | 2016 | 2017 | 2018 | 2019 | 2020 | 2021 | 2022 | 2023 | 2024 |
| --------------------- | ---- | ---- | ---- | ---- | ---- | ---- | ---- | ---- | ---- |
| Giro d’ItaliaGiro     | –    | 42   | –    | –    | 49   | –    | –    | –    | –    |
| Tour de FranceTour    | –    | –    | 35   | 30   | –    | 37   | –    | –    | 22   |
| Vuelta a EspañaVuelta | 57   | 85   | –    | –    | –    | –    | 88   | 68   | –    |